# Rosalie Varda
Rosalie Varda, o Rosalie Varda-Demy (París, 28 de mayo de 1958) es una diseñadora de vestuario y directora artística francesa.
Vestuarista para el cine, el teatro y la ópera, es una reconocida directora artística principalmente para la sociedad Ciné-Tamaris. Produjo la película Faces, Places dirigida por su madre, Agnès Varda, que recibió una nominación a mejor película documental en los 90.ª edición de los Premios Óscar en 2018.

## Biografía

### Familia

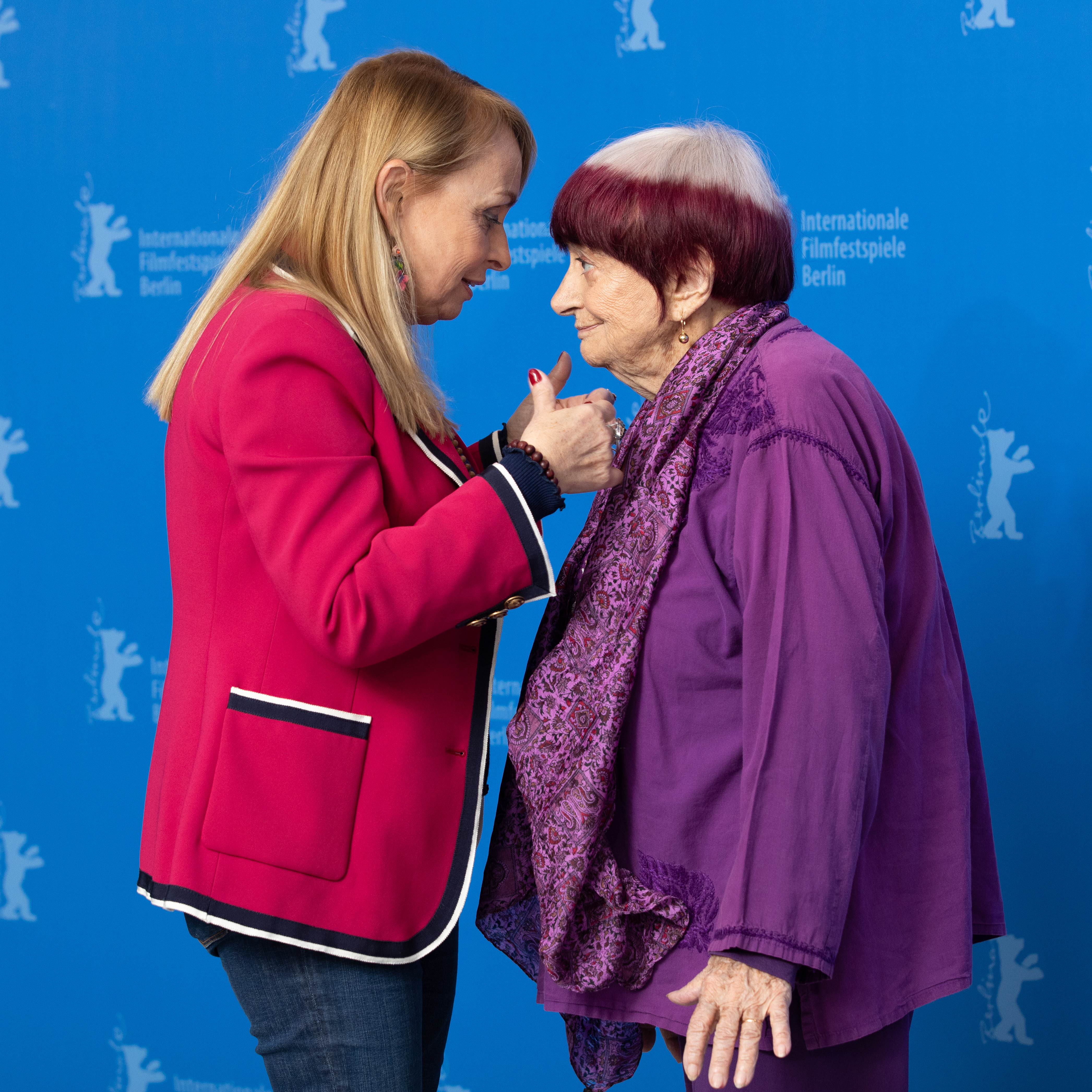
Rosalie Varda y su madre Agnès Varda (Berlinale 2019).

Rosalie Varda es hija de Agnès Varda y Antoine Bourseiller y la hija adoptiva de Jacques Demy; es media hermana del actor Mathieu Demy (misma madre) y media hermana de la rejoneadora Marie Sara (mismo padre). Estaba casada con el productor Dominique Vignet con quien tuvo tres hijos: Valentin, Augustin y Corentin.

### Carrera
Tras estudiar en la Escuela del Louvre y formarse en alta costura en Studio Berçot, Rosalie Varda diseñó vestuario para el cine, en particular para Jacques Demy, Jean-Luc Godard, Samuel Fuller, René Allio, Yves Boisset, Agnès Varda . . .
Durante los últimos diez años, ha sido la responsable para el Festival de Cannes de la creación de espacios de encuentro para las personalidades invitadas.
Dentro de la empresa de producción y distribución familiar, Ciné-Tamaris, Rosalie Varda y su medio hermano Mathieu Demy son responsables de la colección de películas de sus padres Agnès Varda y Jacques Demy.
Es miembro del colectivo 50/50 que tiene como objetivo promover la igualdad de las mujeres y de los hombres y la diversidad en el cine y el audiovisual.

## Diseño de vestuario

### Cine
- 1979: Lady Oscar de Jacques Demy (Asistente de vestuario)
- 1980: La Naissance du jour  de Jacques Demy.
- 1982: Pasión de Jean-Luc Godard
- 1982: Une chambre en ville de Jacques Demy
- 1984: Les Voleurs de la nuit de Samuel Fuller
- 1984: Le Matelot 512 de René Allio
- 1985: Parking de Jacques Demy
- 1986: Bleu comme l'enfer de Yves Boisset
- 1988: Trois places pour le 26 de Jacques Demy
- 1995: Les Cent et Une Nuits de Simon Cinéma de Agnès Varda
- 2001: Le Plafond de Mathieu Demy
- 2003: Le Lion volatil de Agnès Varda
- 2011:  Americano de Mathieu Demy

### Teatro
- 1982 : L'Escalier de Charles Dyer, puesta en escena Yves Robert
- 1986 : Un chapeau de paille d'Italie puesta en escena de Bruno Bayen
- 1987 : Edipo en Colono de Sofocles, puesta en escena de Bruno Bayen
- 1992 : La dama de Chez Maxim's de Georges Feydeau, puesta en escena de Alain Françon
- 1998 : Fedra de Racine, puesta en escena de Antoine Bourseiller

### Ópera
- 1986 : Butterfly
- 1988 : Idomeneo, rey de Creta
- 1989 : Tristan e Isolda
- 1989 : Orfeo en los infiernos
- 1990 : La vida parisina
- 1991 : Peleas y Melisande
- 1992 : Mireille
- 1993 : Carmen
- 1995 : Lohengrin
- 1995 : Candide (opereta)
- 1996 : Macbeth
- 1997 : Le Pays du sourire
- 1998 : La voz humana
- 1999 : El hombre de La Mancha
- 2000 : El viaje a Reims
- 2000 : L'Île du rêve
- 2003 : Don Pasquale
- 2005 : Les Huguenots
- 2008 : El cantor de México de Francis Lopez, puesta en escena de Jacques Duparc
- 2009 : Cavalleria rusticana de Pietro Mascagni, puesta en escena de Jean-Claude Auvray
- 2009 : Pagliacci de Ruggero Leoncavallo, puesta en escena de Jean-Claude Auvray
- 2010 : Mireille de Charles Gounod, puesta en escena de Robert Fortune
- 2016 : Madame Butterfly, puesta en escena de Nadine Duffaut

## Actriz
- 1964:  Los paraguas de Cherburgo  de Jacques Demy: Françoise Cassard
- 1967:  Uncle Yanco , cortometraje de Agnès Varda: ella misma
- 1973:  El evento más importante desde que el hombre caminó sobre la Luna  de Jacques Demy: un espectador en Bobino
- 1975:   Daguerrotipos , Película para televisión documental de Agnès Varda: ella misma
- 1977:  Una canta, la otra no  de Agnès Varda: Marie
- 1995:  El universo de Jacques Demy , documental largometraje de Agnès Varda: ella misma
- 2008:  Érase una vez ... Los paraguas de Cherburgo , Película para televisión documental de Marie Genin: ella misma
- 2008:  Playas de Agnès , documental largometraje de Agnès Varda: ella misma

## Productora de películas
- 2015:  Los tres botones : película dirigida por Agnès Varda - CUENTOS DE MUJERES Miu Miu
- 2017:  Rostros y Lugares , película dirigida por Agnès Varda y  JR:
  - selección oficial Fuera de Competición Festival de Cannes 2017
  - selección Mejor documental ACADEMY AWARDS OSCAR 2018 USA
  - CESAR 2018 Francia
- El ojo dorado 
  - Festival de Cine de Cannes 2017 Francia
  - Premio Independent Film Spirit 2018 EE. UU.
  - Premio LUMIERE 2018 Francia,
- 2018:  VARDA de Agnès

## Premios y distinciones
Óscar
| Año  | Categoría              | Película          | Resultado |
| ---- | ---------------------- | ----------------- | --------- |
| 2018 | Mejor documental largo | Visages, villages | Nominada  |

- Oficial de la Orden de las Artes y las Letras (2014).
- Sello de la Legión de Honor (2020)